# Padang Bano (onderdistrict)
Padang Bano is bij de volkstelling van 2010 een onderdistrict (kecamatan) in het regentschap Lebong in de Indonesische provincie Bengkulu,  Sumatra, Indonesië.
Bij de volkstelling van 2010 heeft het onderdistrict Padang Bano 4 inwoners per km², de laagste bevolkingsdichtheid in Lebong.

Na verdere uitwerking van een wet uit 2003 ontstaat er na de volkstelling van 2010 een betwiste gebied tussen Padang Bano (plaats) regentschap Lebong en Renah Jaya (plaats) regentschap Bengkulu Utara (Noord Bengkulu)

December 2017 blijkt dat de overheid het overgebleven gebied van het onderdistrikt Padang Bano, met de vijf dorpen met eigen bestuur, te klein vond. De dorpen werden bij het Ministerie van Binnenlandse Zaken geregistreerd onder nieuwe nummers binnen het regentschap Bengkulu Utara. Padang Bano Village onder nummer 1707022016, Sebayua 1707022017, Limes 1707022018, U'ei 1707022019 en Kembung 1707021220. Echter de personen uit de vijf dorpen hebben voor 95% een Lebong-ID-kaart.Ministerie van Binnenlandse Zaken erkende 20 december 2017 dat Lebong Regency eigenaar was van vijf betwiste dorpen. 

De Noord Bengkulu KPU-kant benadrukte 5 januari 2018, dat de regionale grenspolemiek (Tabat) tussen Lebong Regency en Noord Bengkulu Regency, op KPU-niveau voor de wetgevende-presidentiële en de gelijktijdige verkiezingen van de vice-presidentiële van 2019 geen probleem zullen zijn. Noord Bengkulu KPU heeft het recht van de provincie gekregen om in het omstreden gebied de verkiezingen de organiseren.
De Bengkulu Ekspress meldt 27 mei 2021, dat de regent van Lebong persoonlijk naar het ministerie van Binnenlandse Zaken was geweest om ongewenst uitwerking van de wet van 2015 te laten herstellen.

## Verdere onderverdeling
Het onderdistrict Padang Bano is anno 2010 verdeeld in 5 kelurahan, plaatsen en dorpen:
- [001] Padang Bano (plaats)  telt 1.687 inwoners
- [002] Sebayua   telt 1.237 inwoners
- [003] Uei  telt 326 inwoners
- [004] Kembung  telt 855 inwoners
- [005] Limes (Padang Bano) telt 796 inwoners

## Linken
- INVESTERINGSPROGRAMMAPLAN (RPIJM) LEBONG DISTRICT met kaart van Padang Bano
- Kabupaten Lebong usulkan dua jalan menembus TNKS met kaart van Padang Bano